# Туријано (Вибо Валенција)
Туријано је насеље у Италији у округу Вибо Валенција, региону Калабрија.
Према процени из 2011. у насељу је живело 120 становника. Насеље се налази на надморској висини од 9 м.